# Club Atlético Alvarado
El Club Atlético Alvarado es una entidad deportiva de la ciudad de Mar del Plata, Provincia de Buenos Aires, Argentina. Actualmente compite en la Primera B Nacional.

## Historia
Fue fundado el 21 de junio de 1928 por un grupo de jóvenes que solían reunirse en el bar y almacén "Puente Alvarado". La primera comisión directiva estaba integrada por Francisco Rojo (Presidente), Pedro Blasche (secretario) y Damián Álvarez (tesorero).
Comenzó a participar torneos barriales, obtuvo los campeonatos de 1950 a 1951. A mediados de 1952, el club se quedó con los torneos de segunda y primera división. En 1953 logró el último torneo de barrios ya que después obtendría la afiliación a la Liga Marplatense de fútbol para poder participar en su Segunda División. En 1964 ascendió a la primera división de la Liga Marplatense.
Alvarado comenzó a competir en la Liga Marplatense de Barrios y desde el comienzo los resultados fueron más que alentadores. En 1950, logró el primer título para la institución. Conquista que se repetiría en el ’51, ’52 y ’53. En 1952 también se adjudicó el certamen de segunda división venciendo a Cadetes por 2 a 0. En primera la gloria llegó tras golear a Deportivo Camet por 5 a 1 y Alvarado formó con Norberto Cardozo, Roberto Cardoso, Jorge Villa, Manuel Páez, Héctor Acuña, Atilio Maldonado (Capitán), Vicente Cardoso, Valentín Cardoso, Roque Delgado, Santiago Cecchetto y Montenegro. El DT era Marcelo Scaffati y Saubidet el ayudante. En 1953, Alvarado se consagró al vencer a Banfield. Alvarado formó con Cardoso, Santiago Cecchetto, Raúl Subiledt, López, Garciarena, Jiménez, Amable Cecchetto, Claverie, Asef, N. Cardoso y V. Cardoso. Estos cuatro títulos consecutivos hicieron que la Comisión Directiva pidiera la afiliación de Alvarado en la Liga Marplatense de Fútbol. En 1954 Alvarado comenzó a jugar en la Primera B de la liga.
El 25 de septiembre de 1977, Alvarado le ganó 4 a 1 a General Mitre y obtuvo su primer título en la máxima categoría del fútbol marplatense. El equipo que dirigía Edeverto Artero disputó el título hasta la última fecha con Quilmes.
El título obtenido le permitió participar del Campeonato Nacional 1978. En ese torneo, el 6 de diciembre de ese año logró un recordado triunfo de visitante en el Gasómetro ante San Lorenzo de Almagro por 5 a 0.
En 2008 obtuvo el ascenso al Argentino A (luego llamado Federal A), tercera categoría del fútbol argentino. Al año siguiente descendió. 
Volvió al Federal A en 2012 tras vencer en la final por penales a Deportivo Roca en la "Batalla de Roca".
En 2018 jugó por los 32.os de final de la Copa Argentina ante Boca Juniors, en un partido disputado en el estadio Ciudad de Lanús-Néstor Díaz Pérez. Fue la despedida de Ezequiel Trapito Ceballos, figura del equipo de 2008, quien volvió del retiro para jugar su último partido con el club.
El 23 de junio de 2019, Alvarado ascendió a la Primera B Nacional en un encuentro con un final escandaloso, donde su rival, el Club San Jorge de Tucumán, decidió a los 5 minutos del segundo tiempo hacer una sentada, deteniendo así el partido por sentirse perjudicado debido al mal arbitraje y luego de este hecho los jugadores se retiraron del campo de juego; es por esto que el árbitro del encuentro dio por finalizado el partido y Alvarado ascendió gracias al gol convertido por Emiliano López a los 46 minutos del primer tiempo.

## Infraestructura

### Estadio
Actualmente utiliza el estadio José María Minella, construido para el Campeonato Mundial de Argentina 1978, que cuenta con una capacidad de aproximadamente 36.000 personas. Décadas atrás ejerció la localía en el extinto estadio General San Martín. Entrena en su villa deportiva, donde también juega partidos de pretemporada.

## Uniforme
- Uniforme titular: Camiseta azul, pantalón azul, medias azules.
- Uniforme alternativo: Camiseta blanca, pantalón blanco, medias blancas.

| Titular | Alternativo |  |

### Indumentaria y patrocinador
| Período       | Proveedor        |
| ------------- | ---------------- |
| 1975–1989     | Adidas           |
| 1989–1994     | Uhlsport         |
| 1994–1996     | Topper           |
| 1996–2001     | Atlantic Sport's |
| 2001          | Mebal            |
| 2001–2008     | Atlantic Sport's |
| 2008–2010     | Umbro            |
| 2010-2011     | Nanque           |
| 2011–2012     | Sport 2000       |
| 2012          | Atlantic Sport's |
| 2012–2014     | Kappa            |
| 2014-2017     | Mitre            |
| 2017-2023     | Sport Lyon       |
| 2024-presente | Fiume Sport      |

| Período       | Proveedor                                                |
| ------------- | -------------------------------------------------------- |
| 1975–1980     | Ninguno                                                  |
| 1980–1988     | Mar del Plata                                            |
| 1989–1996     | CCTV                                                     |
| 1997–1998     | Atlantic Sport's                                         |
| 1998          | Unión Seguros                                            |
| 1998–1999     | Cúspide Seguros                                          |
| 1999–2001     | Open Sports                                              |
| 2001–2002     | Parrilla Que Hay?                                        |
| 2002–2003     | El Rápido Mutual Camioneros                              |
| 2003–2008     | Mutual Camioneros                                        |
| 2008–2010     | Luro Autohogar Mutual Camioneros                         |
| 2010–2012     | Suterh Mutual Camioneros                                 |
| 2012–2013     | Mutual Camioneros S.U.T.P.A Venier Grupo Hotelero Valles |
| 2013–2016     | Liderar Seguros Ciudad Inclusiva Grupo Hotelero Valles   |
| 2016–2017     | Santa Rita                                               |
| 2017–2018     | SUTPA EG Mayorista                                       |
| 2018–2019     | Escudo Seguros                                           |
| 2019–2020     | Rapicuotas                                               |
| 2020–2021     | Rapicuotas Weber Saint-Gobain                            |
| 2021          | Caminos Protegidos                                       |
| 2022          | Grub                                                     |
| 2023–2025     | Hotel Boutique SUTPA                                     |
| 2025–presente | Rapicuotas                                               |

## Jugadores

### Plantel 2025
- Actualizado al 19 de junio de 2025

- Los equipos argentinos están limitados a tener un cupo máximo de seis jugadores extranjeros, aunque solo cinco podrán firmar la planilla del partido

#### Altas
| Invierno            |                |                                |                      |
| Facundo Ardiles     | Defensa        | Godoy Cruz de Mendoza          | Préstamo             |
| Verano              |                |                                |                      |
| Emmanuel Gómez Riga | Guardameta     | Vélez Sarsfield                | Libre                |
| Fabricio Henricot   | Guardameta     | Defensores Unidos              | Libre                |
| Julián Lobelos      | Guardameta     | Acassuso                       | Regresa del préstamo |
| Brian Blasi         | Defensa        | Gimnasia y Esgrima La Plata    | Libre                |
| Cristian Broggi     | Defensa        | Güemes de Santiago del Estero  | Libre                |
| Cristian Gorgerino  | Defensa        | Brown de Puerto Madryn         | Libre                |
| Leonardo Incorvaia  | Defensa        | Cerro                          | Libre                |
| Agustín Irazoque    | Defensa        | Barracas Central               | Regresa del préstamo |
| Jeremías James      | Defensa        | San Lorenzo de Almagro         | Préstamo             |
| Mateo Ortale        | Defensa        | Independiente Rivadavia        | Libre                |
| Kevin Silva         | Defensa        | Rosario Central                | Préstamo             |
| Tiago Simoni        | Defensa        | Boca Juniors                   | Libre                |
| Valentino Werro     | Defensa        | Brown de Puerto Madryn         | Libre                |
| Julián Ascacíbar    | Centrocampista | Estudiantes de La Plata        | Libre                |
| Agustín Bolívar     | Centrocampista | Gimnasia y Esgrima La Plata    | Libre                |
| Marco Borgnino      | Centrocampista | Cobreloa                       | Libre                |
| Juan Pablo Gobetto  | Centrocampista | Mitre de Santiago del Estero   | Libre                |
| Héctor Lezcano      | Centrocampista | Itapuense                      | Libre                |
| Christian Martínez  | Centrocampista | Encarnación FC                 | Libre                |
| Enzo Martínez       | Centrocampista | Agropecuario de Carlos Casares | Libre                |
| Nahuel Pereyra      | Centrocampista | Brown de Adrogué               | Libre                |
| Facundo Russo       | Centrocampista | Platense                       | Préstamo             |
| Franco Vega         | Centrocampista | Vélez Sarsfield                | Libre                |
| Thomas Amilivia     | Delantero      | Tristán Suárez                 | Libre                |
| Matías Bergara      | Delantero      | Racing                         | Préstamo             |
| Tomás Bolzicco      | Delantero      | Sanremese                      | Libre                |
| Ariel Castellano    | Delantero      | Argentino de Monte Maíz        | Libre                |
| Derlis Ortíz        | Delantero      | Recoleta                       | Libre                |
| Joaquín Susvielles  | Delantero      | Atlanta                        | Libre                |

#### Bajas
| Invierno              |                |                               |                       |
| Cristian Broggi       | Defensa        | Villa Dálmine                 | Rescisión de contrato |
| Jeremías James        | Defensa        | San Lorenzo de Almagro        | Fin del préstamo      |
| Christian Martínez    | Centrocampista | Agente libre                  | Rescisión de contrato |
| Verano                |                |                               |                       |
| Leandro Finochietto   | Guardameta     | Argentinos Juniors            | Fin del préstamo      |
| Juan Manuel Lungarzo  | Guardameta     | San Miguel                    | Fin de contrato       |
| Mariano Bettini       | Defensa        | Güemes de Santiago del Estero | Fin de contrato       |
| Nicolás Ortíz         | Defensa        | Estudiantes de Caseros        | Fin de contrato       |
| Alan Robledo          | Defensa        | O'Higgins                     | Fin de contrato       |
| Nahuel Tecilla        | Defensa        | Comerciantes Unidos           | Fin de contrato       |
| Ramiro Banchio        | Centrocampista | Atlético Mar del Plata        | Fin de contrato       |
| Federico Boasso       | Centrocampista | Tristán Suárez                | Fin de contrato       |
| Santiago González     | Centrocampista | Los Chankas                   | Fin de contrato       |
| Gonzalo Lamardo       | Centrocampista | Social Ascensión              | Fin de contrato       |
| Nery Leyes            | Centrocampista | Rivadavia de Arroyo Cabral    | Fin de contrato       |
| Franco Malagueño      | Centrocampista | Colegiales                    | Fin de contrato       |
| Joaquín Ochoa Giménez | Centrocampista | San Telmo                     | Rescisión de contrato |
| Julián Vitale         | Centrocampista | Almagro                       | Rescisión de contrato |
| Oscar Belinetz        | Delantero      | Quilmes                       | Fin de contrato       |
| Luca Franco           | Delantero      | Defensa y Justicia            | Fin del préstamo      |
| Leandro Moreira       | Delantero      | Arsenal de Sarandí            | Fin del préstamo      |
| Tomás Rambert         | Delantero      | Independiente                 | Fin del préstamo      |
| Lucas Rebecchi        | Delantero      | Chaco For Ever                | Fin de contrato       |
| Guillermo Sánchez     | Delantero      | Racing de Córdoba             | Fin de contrato       |
| Guido Vadalá          | Delantero      | Blooming                      | Fin de contrato       |

#### Cesiones
| Jugador           | Posición       | Destino                | Fin del préstamo |
| ----------------- | -------------- | ---------------------- | ---------------- |
| Lucas Monzón      | Defensa        | Sportivo Luqueño       | 30-06-2026       |
| Alan Palavecino   | Defensa        | Germinal de Rawson     | 31-12-2025       |
| Sebastián Jaurena | Centrocampista | San Martín de San Juan | 31-12-2025       |
| Ramiro Makarte    | Centrocampista | San Martín de Mendoza  | 31-12-2025       |

## Rivalidades
Su clásico rival eterno es el Club Atlético Cadetes de San Martín, y también posee una rivalidad con el Club Atlético River Plate de su misma ciudad.
Recientemente tomó mucha relevancia su nueva rivalidad con el Club Atlético Aldosivi, la cual antes era inexistente ya que incluso había amistad con su hinchada. El enfrentamiento entre ambos pasó a considerarse por la prensa como el Clásico marplatense. En 2024, se volvió a jugar este partido con un 0 a 0 en la ida de este clásico que fue solamente con gente del Tiburón. Luego, en la vuelta Alvarado ganó 1 a 0 haciendo de local con su gente en el Estadio José María Minella.

## Datos del club
- Participaciones en el Torneo Nacional: 1 (1978)
- Participaciones en el Torneo Regional: 2 (1981/82, 1982/83)
- Temporadas en 2.ª: 6
  - Primera Nacional: 6 (2019/20-presente)
- Temporadas en 3.ª: 15
  - Torneo del Interior: 4 (1990/91, 1991/92 - 1993/94, 1994/95)
  - Torneo Argentino A: 5 (1995/96, 1996/97 - 2008/09 - 2012/13, 2013/14)
  - Torneo Federal A: 6 (2014, 2015, 2016, 2016/17, 2017/18, 2018/19)
- Temporadas en 4.ª: 13
  - Torneo Argentino B: 13 (1997/98, 1998/99 - 2000/01 a 2007/08 - 2009/10 a 2011/12)

## Palmarés

### Torneos locales
- Primera División de la Liga Marplatense de fútbol (5): (1977, 1990, 1992, 1997, 2012)[15]

- Segunda División de la Liga Marplatense de fútbol (1): (1964).

- Torneo de la Liga Marplatense de Barrios (4): (1950, 1951, 1952, 1953).

- Torneo Clasificatorio a regionales (3): (1990, 1998, 2000).

### Torneos nacionales
- Campeón del Torneo Argentino B (1): (2011/12)

## Ascensos y descensos
- 1953 - Ascenso a la Segunda División de la Liga Marplatense

- 1964 - Ascenso a la Primera División de la Liga Marplatense
- 1990 - Primera División de la Liga Marplatense

- 1995 - Invitado al Torneo Argentino A (que reemplazó al Torneo del Interior)

- 1998, 2000 y 2001 - Ascenso al Torneo Argentino B

- 2008 - Ascenso al Torneo Argentino A

- 2009 - Descenso al Torneo Argentino B[16]

- 2012 - Ascenso al Torneo Argentino A[17]

- 2019 - Ascenso al Nacional B

## Goleadas

### Mayores goleadas a favor
- En Campeonato Nacional 1978 5-0 a San Lorenzo[18]

- En Primera Nacional 4-2 a Estudiantes (BA) (2019)

- En Torneo Regional 8-1 a Club Social y Deportivo Estación Quequén (1982)[19]

- En Torneo Regional 6-1 a Club Social y Deportivo Estación Quequén (1982)

- En Torneo Argentino A 4-0 a Unión de Mar del Plata (2013/14)[20]

- En Torneo Argentino A 4-0 a Defensores de Belgrano de Villa Ramallo (2012/13)[21]

- En Torneo Argentino B 6-1 a Independiente de Tandil (2011/12)[22]

- En Torneo Argentino B 5-0 a Villa Garibaldi de Chascomús(2000/01)[23]

- En Primera Nacional 4-0 a Nueva Chicago (2021)[24]

### Mayores goleadas en contra
- En Liga Marplatense de fútbol 0-7 contra Aldosivi (1975)[25]

- En Campeonato Nacional 1978 1-4 contra Atlético Club San Martín

- En Campeonato Nacional 1978 0-4 contra River Plate (1978)[26]

- En Liga Marplatense de fútbol 0-13 contra Aldosivi (1994)[27]

- En Copa Argentina 0-6 contra Boca Juniors (2018)[28]

- En Primera Nacional 0-5 contra Chacarita Juniors (2022)[29]

- En Primera Nacional 0-6 contra Patronato (2023)[30]

- En Primera Nacional 0-4 contra Club Atlético Estudiantes de la Plata

## Autoridades

### Comisión Directiva 2022/2024
Presidente: Emiliano Montes
Vicepresidente 1.°: Pablo Mirón
Vicepresidente 2.°: Oscar Mussi

### Vocales
Vocal Titular 1: Facundo Moyano
Vocal Titular 2: Gustavo Greco SECRETARIO
Vocal Titular 3: Romina Roose
Vocal Titular 4: Gastón Bruschetti
Vocal Titular 5: Agustín Montecchia TESORERO
Vocal Titular 6: Alejandro Trubiano
Vocal Titular 7: Ariel Daguerre
Vocal Titular 8: Cristian Mussi
Vocal Titular 9: Franco Luchessi
Vocal Titular 10: Sebastián Morales
Vocal Titular 11: Martín Mulinetti

#### Vocales Suplentes
Vocal Suplente 1: Diego Santa Cruz
Vocal Suplente 2: Jesús Rodríguez
Vocal Suplente 3: Ariel Parra
Vocal Suplente 4: Mario Badoza
Vocal Suplente 5: Maximiliano Gallardo
Vocal Suplente 6: Diego Lhomi
Vocal Suplente 7: Federico Montes
Vocal Suplente 8: Luis Quiroga

#### Revisores de Cuentas
Revisor de Cuentas Titular 1º: José Mulinetti
Revisor de Cuentas Titular 2º: Ismael Fernández
Revisor de Cuentas Titular 3º: Enzo Trubiano
Revisor de Cuentas Suplente 1º: Gabriel Paris
Revisor de Cuentas Suplente 2º: Fabián Requena